# Episodi di Law & Order: UK (terza stagione)
La terza stagione della serie televisiva Law & Order: UK è stata trasmessa per la prima volta sul canale inglese ITV dal 9 settembre al 21 ottobre 2010.
In Italia, la stagione è stata trasmessa in anteprima assoluta dal canale satellitare Fox Crime dal 1º dicembre al 22 dicembre 2010.
| nº | Titolo originale | Titolo italiano  | Prima TV Regno Unito | Prima TV Italia  |
| -- | ---------------- | ---------------- | -------------------- | ---------------- |
| 1  | Broken           | Vita spezzata    | 9 settembre 2010     | 1º dicembre 2010 |
| 2  | Hounded          | Perseguitato     | 16 settembre 2010    | 1º dicembre 2010 |
| 3  | Defence          | Difesa           | 23 settembre 2010    | 8 dicembre 2010  |
| 4  | Confession       | Confessione      | 30 settembre 2010    | 8 dicembre 2010  |
| 5  | Survivor         | Sopravvissuta    | 7 ottobre 2010       | 15 dicembre 2010 |
| 6  | Masquerade       | Messinscena      | 14 ottobre 2010      | 15 dicembre 2010 |
| 7  | Anonymous        | Mittente anonimo | 21 ottobre 2010      | 22 dicembre 2010 |

## Vita spezzata
- Titolo originale: Broken
- Diretto da: Andy Goddard
- Scritto da: Emilia di Girolamo (sceneggiatura)

### Trama
Quando un bambino di sei anni viene trovato strangolato a morte in un appartamento popolare in disuso, i sospetti ricadono su un uomo misterioso che la tredicenne Paige Ward e la decenne Rose Shaw affermano di aver visto. Tuttavia, quando le riprese delle telecamere a circuito chiuso mostrano Paige e Rose che accompagnano il bambino nell'appartamento, le due si aprono e affermano di aver fatto da babysitter al piccolo dopo che suo fratello maggiore, che avrebbe dovuto fare da babysitter, lo aveva lasciato solo. Alla fine, Paige crolla e accusa Rose dell'omicidio. Quando il caso arriva in tribunale, la tutrice di Rose, Kim Sharkey, invita la corte ad accettare il fatto che Paige sia la vera colpevole, poiché le prove della scientifica sembrano implicarla come l'assassina. Tuttavia, Alesha trova ulteriori prove che confermano che Rose è l'assassina. La madre del bambino ucciso, tuttavia, afferma di non volere che Rose venga punita – e invece sostiene che, a causa della sua educazione violenta, i tribunali hanno motivo di imputare una diminuzione di responsabilità e di cercare cure psichiatriche per Rose. Tuttavia Sharkey, dopo la gloria professionale, vuole un verdetto tutto o niente. James mette la vile madre di Rose sul banco dei testimoni per dimostrare il punto dell'accusa e lotta per salvare Rose da un'accusa di omicidio.
- Guest star: Annie Cull (Paige Ward), Romy Irving (Rose Shaw), Deborah Findlay (Kim Sharkey).

- La sceneggiatura di questo episodio si basa su Vuoto emotivo (episodio 10x02 di Law & Order - I due volti della giustizia), scritto da Richard Sweren.

## Perseguitato
- Titolo originale: Hounded
- Diretto da: Julian Holmes
- Scritto da: Catherine Tregenna

### Trama
Una ragazza vergine di sedici anni viene trovata morta nel suo letto dopo un rapporto sessuale; il modus operandi corrisponde a una serie di casi commessi dallo stupratore seriale Paul Darnell. I detective scoprono che Darnell era stato scarcerato solo tre mesi prima e i sospetti ricadono presto su di lui. Tuttavia, senza segni di effrazione nell'appartamento della vittima, Brooks e Devlin faticano a far valere la loro tesi. La fedele fidanzata di Darnell afferma la sua innocenza e dichiara che è un uomo completamente diverso da allora. Tuttavia Brooks e Devlin sono convinti che sia lui l'assassino in quanto Darnell non è riuscito a dare loro un alibi formale, nonostante le telecamere a circuito chiuso non lo abbiano ripreso in orari compatibili con l'omicidio. Presto scoprono che Darnell non avrebbe avuto bisogno di farsi strada nell'appartamento della vittima, poiché vivendo in un edificio simile quando era più giovane, sapeva che, al piano di sotto, un tunnel che collega due proprietà vicine gli avrebbe permesso di entrare senza essere scoperto. E il fatto che la serratura della porta della proprietà vicina fosse rotta sembra suggerire che la porta fosse il punto di ingresso di Darnell. L'uomo viene formalmente arrestato, tuttavia, il suo avvocato, Cassie Shaw, tenta di liberarlo dall'accusa affermando durante l'interrogatorio che i detective hanno perseguitato il suo cliente. Con poche prove fisiche e solo rapporti psichiatrici su cui fare affidamento, Steel deve convincere la giuria del coinvolgimento di Darnell.
- Guest star: Kevin Doyle (Paul Darnell), Neve McIntosh (Cassie Shaw).

- La sceneggiatura di questo episodio si basa su Cane rabbioso (episodio 7x18 di Law & Order - I due volti della giustizia), scritto da René Balcer.

## Difesa
- Titolo originale: Defence
- Diretto da: Mark Everest
- Scritto da: Debbie O'Malley (sceneggiatura)

### Trama
Un dipendente che lavora in un negozio di abiti vintage torna dal pranzo e trova due operai e un cliente morti. Chiama rapidamente il 999 e Devlin e Brooks indagano sulle vittime, che apparentemente sono state uccise con una spada o un lungo coltello. Le prove mediche successive indicano che l'arma era una baionetta. Una quarta vittima sopravvissuta indica presto agli investigatori la giusta direzione: un uomo che era stato visto nelle vicinanze poco prima dell'attacco. Alla fine viene identificato come John "Zero" Smith, un ex militare istruito ma senza casa, che viene arrestato con l'arma addosso. Smith, che non prendeva le sue medicine da diversi mesi, era stato precedentemente accusato di stalking nei confronti di una giovane donna, ma un procedimento giudiziario inadeguato ha portato al fallimento del caso. Viene anche rivelato che Smith è laureato in giurisprudenza. Smith ha una lunga storia di malattie mentali e occasionali comportamenti violenti, ma finché continua a prendere le medicine è praticamente una persona diversa e c'è un alto grado di normalità in lui. Ben presto decide di difendersi al processo. Dimostra di essere un formidabile avversario contro Steel e, cercando di evitare sia il ricovero in ospedale che la prigione, sostiene che non è un pericolo per la società fintanto che viene curato e afferma che non era se stesso quel giorno e quindi non l'assassino, mentre Steel tenta di dimostrare che probabilmente Smith smetterà di prendere le sue medicine ancora una volta. Steel coinvolge la sorella di Smith, Patricia , e tenta di sfruttare la paranoia di Smith per ottenere la sua condanna. Segni di disturbo dissociativo dell'identità sembrano presenti ovunque.
- Guest star: Rupert Graves (John "Zero" Smith), Amanda Root (Patricia Smith).

- La sceneggiatura di questo episodio si basa su Autodifesa (episodio 6x21 di Law & Order - I due volti della giustizia), scritto da René Balcer e I.C. Rapoport.

## Confessione
- Titolo originale: Confession
- Diretto da: James Strong
- Scritto da: Terry Cafolla (sceneggiatura)

### Trama
Due passanti nel parco sentono uno sparo e fermano rapidamente alcuni poliziotti. Una volta raggiunto il luogo dello sparo, si scopre che c'è un cadavere a terra: si tratta dell'agente di polizia Danny Garvey. All'inizio si pensa a un omicidio, ma presto si capisce che si è trattato di un suicidio. Matt Devlin la prende male poiché era amico d'infanzia di Garvey ed era stato il suo primo partner nella polizia. La vedova di Garvey dice che recentemente era stato tormentato da incubi e vedeva Jonathan Nugent, un ex prete e pilastro della comunità, ma in realtà un pedofilo non scoperto, che aveva molestato Garvey e altri quando erano ragazzi. Diventa evidente che Garvey soffriva di disturbo da stress post traumatico dopo che gli sono stati ricordati gli abusi sessuali subiti per mano di Nugent. Nugent e Devlin si affrontano, mentre la Procura si impegna in una mossa rischiosa e accusa Nugent di omicidio colposo per aver causato il disturbo da stress post-traumatico: gli abusi di Nugent avrebbero destabilizzato Garvey fino a indurlo al suicidio. Il caso diventa sempre più difficile e Nugent afferma che Garvey lo stava ricattando, il che fa pendere la giuria dalla sua parte. Oltre a ciò, Steel dovrà ora confrontarsi con la Chiesa cattolica, che desidera concludere un accordo, e con la stampa.
- Guest star: Matthew Marsh (Jonathan Nugent).

- La sceneggiatura di questo episodio si basa su Notte (Padre Joe) (episodio 5x20 di Law & Order - I due volti della giustizia), scritto da René Balcer.

## Sopravvissuta
- Titolo originale: Survivor
- Diretto da: Andy Goddard
- Scritto da: Emilia di Girolamo

### Trama
L'agente carcerario Charlie Tyner viene trovato ucciso a colpi di arma da fuoco in una tenuta popolare a Hackey; i sospetti cadono su Ellis Bevan, che è stato perseguitato da Tyner in prigione perché molestava bambini. Tuttavia, non passa molto tempo prima che Brooks e Devlin scoprano che Tyner era corrotto, e non solo spacciava eroina alle prigioniere affidate alle sue cure, ma  approfittando della loro condizione le violentava. I sospetti ricadono sulla prigioniera Tamika Vincent, rimasta incinta  di Tyner in seguito a uno stupro. Presto scoprono che lo spacciatore di Tyner era Jackson Marshall, un criminale in carriera che ha eluso il sistema giudiziario per troppo tempo, e che Marshall ha anche un legame con Tamika: lei sta scontando una pena per essere stata un corriere di Marshall e per aver contrabbandato droga nel paese per lui. Con due motivi per uccidere - il fatto che Tyner gli doveva dei soldi e che aveva violentato la sua sottoposta Tamika - James e Alesha si trovano in disaccordo con George, che desidera rendere giustizia per l'omicidio di un agente carcerario. Quando si scopre che Tamika ha ordinato a Marshall di uccidere Tyner dopo mesi di abusi, la procura della corona crede di avere finalmente l'opportunità di consegnare Marshall alla giustizia.
- Guest star: Ceyln Jones (Ellis Bevan), Wunmi Mosaku (Tamika Vincent), Robbie Gee (Jackson Marshall).

- La sceneggiatura di questo episodio si basa su Senza scampo (episodio 9x08 di Law & Order - I due volti della giustizia), scritto da Matt Witten e Richard Sweren.

## Messinscena
- Titolo originale: Masquerade
- Diretto da: Hettie Macdonald
- Scritto da: Richard Stokes

### Trama
Un locatario nota la porta di uno dei suoi appartamenti aperta, entra, trova un corpo sul pavimento e chiama la polizia. Questa scopre che il cadavere appartiene allo studente universitario Alì Rahman, che è stato accoltellato a morte. L'unico indizio sulla scena del crimine è un libro della biblioteca sulla ceramica persiana, preso a nome di Becky Anderson e trovato nell'appartamento di Alì. Brooks e Devlin interrogano Becky, che dice loro che la sua amica Sally Douglas ha scambiato la propria tessera della biblioteca con la sua. Le ragazze si forniscono degli alibi a vicenda, sostenendo che stavano studiando in biblioteca nel momento in cui il giovane è stato ucciso. Becky in seguito ammette che stava mentendo per Sally, e gli agenti presto si concentrano su diverse incongruenze nella storia di Sally, che alla fine ammette che Alì, che non conosceva, l'ha attirata nel suo appartamento dove l'ha drogata e violentata. La polizia e la procura sono scettiche, ma quando i media vengono a conoscenza della storia, l'intero caso assume sfumature razziali con la stampa che assume chiaramente il punto di vista di Sally sul caso. Spetta a Steel e Phillips stabilire quale sia la verità, poiché apprendono che Alì una volta è stato sospeso da scuola per cattiva condotta sessuale, ma le prove indicano anche che Sally conosceva Alì già da qualche tempo, quindi la versione che sostiene non è del tutto veritiera. Sapendo che il padre razzista di Sally ha una forte influenza su di lei, la procura comincia a pensare che la ragazza sia effettivamente colpevole.
- Guest star: Charlene McKenna (Becky Anderson), Kimberley Nixon (Sally Douglas), Andrew Dunn (Martin Douglas), Hassani Shapi (Alì Rahman).
- La sceneggiatura di questo episodio si basa su Il ragazzo segreto (episodio 7x03 di Law & Order - I due volti della giustizia), scritto da Jeremy R. Littman.

## Mittente anonimo
- Titolo originale: Anonymous
- Diretto da: Mark Everest
- Scritto da: Debbie O'Malley (sceneggiatura)

### Trama
L'infermiera Stephanie Blake viene gettata giù dalle scale del suo appartamento da un misterioso aggressore; vengono alla luce le prove di uno stalker di nome "Giovanni". Sembra che negli ultimi due anni lo stalker abbia inviato a Stephanie e-mail e telefonate affermando di conoscere ogni minimo dettaglio su di lei. Lucas Dutton, un uomo che Stephanie ha incontrato in un bar locale, afferma di non sapere nulla dello stalking, ma quando si scopre che è un tipo misterioso, i detective Ronnie Brooks e Matt Devlin sospettano che ci sia di più in lui di quanto sembri. Quando si scopre che Russell Lowry, un signore presuntuoso, ha contattato Stephanie tramite un ente di beneficenza per animali per il quale Stephanie lavorava, i sospetti si concentrano su di lui. Tuttavia, nel momento in cui sono iniziate le e-mail e le telefonate, Lowry era in prigione con l'accusa di lesioni aggravate. Quando non viene trovata alcuna prova fisica sulla scena della caduta di Stephanie, Brooks e Devlin sospettano che Blake si sia lanciata dalle scale in un'estrema richiesta di aiuto, poiché la polizia non è riuscita ad aiutarla nonostante la sua denuncia di stalking. Durante l'interrogatorio a Stephanie, Ronnie le mostra una foto di Lowry e le chiede se era lui l'uomo che l'ha spinta: lei dice di non riuscire a ricordare, il che fa credere a Ronnie che si sia lanciata di proposito dalle scale. Stephanie ribatte che se non verrà aiutata finirà per morire. Dopo il suo rilascio, torna nel suo appartamento, ma nel giro di poche ore viene trovata morta, con la gola tagliata.
L'unico indizio è una telefonata al 999, fatta da Blake pochi istanti prima della sua morte, nella quale dice: "è lui, è lui, l'uomo della foto", indicando che Lowry era il suo assassino. Ronnie decide di esaminare le prove e quando la padrona di casa dell'edificio rivela di aver fatto entrare qualcuno nel momento della morte di Stephanie, lui crede che, in effetti, anche lei sia stata attaccata da Lowry. Quando il caso arriva in tribunale, James Steel si scontra con Evelyn Wyndham. Tuttavia, l'analisi delle prove da parte di Ronnie viene esaminata da Matt e, per garantire una condanna contro Lowry, James deve screditare il punto di vista di Matt.
- Guest star: Michelle Bonnard (Stephanie Blake), Rocky Marshall (Russell Lowry), Anna Chancellor (Evelyn Wyndham), Matt Cross (Lucas Dutton).

- La sceneggiatura di questo episodio si basa su L'agguato (episodio 8x18 di Law & Order - I due volti della giustizia), scritto da Kathy McCormick.